# Hugo Meisel
Hugo Meisel (* 30. Juli 1887 in Lichte; † 23. August 1966 in Rudolstadt) war ein deutscher Porzellan-Gestalter und Museumsdirektor in der DDR.

## Leben und Werk
Meisel war das erste von sieben Kindern des Porzellanmalers Otto Meisel und dessen Frau Emilie. Er absolvierte von 1903 bis 1905 an der Zeichen- und Modelleurschule Lichte eine Ausbildung zum Porzellanmodelleur und arbeitete dann in seinem Beruf. 1908 besuchte er in Berlin bei Otto Geyer die II. Handwerkerschule in der Andreasstraße.
Von 1909 bis 1936 war Meisel freier Mitarbeiter der Aelteste Volkstedter Porzellanmanufaktur, zu der auch als Kunstabteilung die Schwarzburger Werkstätten für Porzellankunst gehörten, die dem Deutschen Werkbund nahestand. Er fertigte für diese etwa 150 Modelle, die zum Teil noch bis heute ausgeformt werden. Von 1914 bis 1917 nahm Meisel am Ersten Weltkrieg teil, wobei er den rechten Arm verlor. Von 1918 bis 1920 trainierte er die linke Hand, bis es ihm gelang, nur mit dieser zu modellieren. In dieser Zeit bildete er sich an der Staatlichen Kunstgewerbeschule München bei Heinrich Waderé in Bildhauerei weiter. 1918 war er erstmals auf der Münchner Kunstausstellung im Glaspalast vertreten. Er zeigte dort die Figuren Kindestrost und Neckerei.
Meisel galt als der talentierteste und vielseitigste Modelleur der Schwarzburger Werkstätten. Er wurde vor allem durch seine Tiergroßplastiken bekannt, die ihn in die künstlerische Nähe von Kändler rückten. Besondere Anerkennung erwarb er 1921 mit Arthur Storch für ihre im anlässlich der Leipziger Frühjahrsmesse eröffneten Porzellan-Palais ausgestellten Werke. Sie hatten dafür einen 16-teiligen Zyklus von Tierfiguren geschaffen, wie sie so bisher nur aus der Meißner Kändler-Zeit bekannt waren.
In der Zeit des Nationalsozialismus war Meisel Mitglied der Reichskammer der bildenden Künste. Von 1937 bis 1945 arbeitete er im Zweigwerk Selb für die Kunstabteilung der Porzellanfabrik Philipp Rosenthal.
Nach 1945 arbeitete Meisel wieder für Thüringer Manufakturen. Von 1952 bis zum Eintritt in die Altersrente 1958 war er Leiter der Staatlichen Museen Heidecksburg in Rudolstadt.
Arbeiten nach Modellen Meisels sind im Kunsthandel präsent.

## Museen und öffentliche Sammlungen mit von Meisel entworfenen Werken (mutmaßlich unvollständig)
- Berlin: Kunstgewerbemuseum
- Düsseldorf: Hetjens-Museum
- Gotha: Schlossmuseum
- Hohenberg: Deutsches Porzellanmuseum
- Leipzig: Grassi Museum für Angewandte Kunst[2]
- Rudolstadt: Thüringer Landesmuseum Heidecksburg[3]

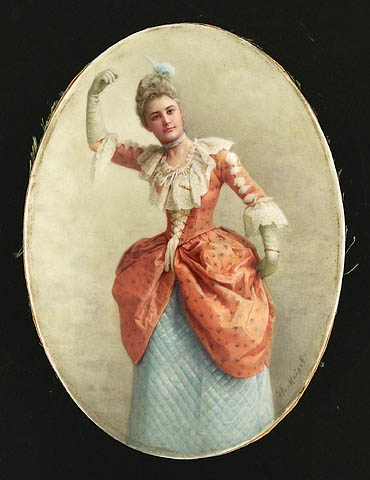
Hugo Meisel: Miss Jessie White, 1910, Bibliothèque et Archives Canada

## Weitere Beispiele für von Meisel entworfene Porzellan-Plastiken
- Bandoneonspieler (um 1919, polychrom bemalt, glasiert; H. 23,5 cm, B. 19,5 cm; Herstellung durch Aelteste Volkstedter Porzellanfabrik A. G., Zweigniederlassung Rosenau bei Passau)[4]
- Prinz Eugen (Reiterstatuette; u. a. von Hitler auf der Großen Deutsche Kunstausstellung 1944 erworben)[5]
- Wanderfalke (u. a. von Hans-Heinrich Lammers auf der Großen Deutsche Kunstausstellungen 1940 erworben)[6]
- Jäger mit Hund (H. 41 cm; Herstellung durch Rosenthal)[7]
- Friedrich der Große mit Hunden (glasiert; H. 24,5 cm; Herstellung durch Aelteste Volkstedter Porzellanfabrik)[8]
- Jäger aus Kurpfalz (um 1936; H. 63,5 cm; Herstellung durch Rosenthal)[9]

## Ausstellungen (unvollständig)
- 1933: München („Sonderschau der Münchner Künstlergemeinschaft zur Förderung der Spende zur nationalen Arbeit und Winterhilfe“)
- 1938 bis 1944: München, sieben Große Deutsche Kunstausstellungen (mit insgesamt 10 Werken)
- 1948: Rudolstadt, Staatliches Schlossmuseum („Ausstellung der bildenden Künstler des Kreises Rudolstadt. Malerei und Grafik“)